# Уксусная угрица
Уксусная угрица (лат. Turbatrix aceti) — вид круглых червей из семейства Panagrolaimidae. 
Как все круглые черви, уксусная нематода имеет цилиндрическое узкое тело. Передний конец закруглён, а задний постепенно суживается. Кутикула, покрывающая её тело, представляется гладкой. Ротовая полость отличается незначительной величиной. Длина пищевода равняется 1/9 длины всего тела у самки и 1/7 у самца. Половое отверстие самки находится позади середины тела. Spicula (щетинки самцов, играющие роль при копуляции) длинные, тонкие, изогнутые. Длина самок 2 мм, самцов — около 1 мм. Уксусная угрица появляется иногда в громадных количествах в бродящем уксусе и крахмальном клейстере, но питается, по-видимому, за счет грибков, развивающихся в означенных жидкостях.